# Entain
Entain — британская компания специализирующаяся на ставках на спорт и азартных играх, ранее носившая название GVC Holdings. Акции компании котируются на Лондонской фондовой бирже и входят в индекс FTSE 100. Ей принадлежат такие бренды, как Bwin, Coral, Ladbrokes, PartyPoker и Sportingbet.
Штаб-квартира Entain располагается на острове Мэн. Компания владеет лицензиями в более чем 18 странах. Общий штат сотрудников насчитывает более 28 000 сотрудников и подрядчиков в странах Европы, Азии, Северной и Южной Америки.

## История
Компания была основана в Люксембурге в 2004 году как Gaming VC Holdings. В 2010 году она была реорганизована в GVC Holdings.
В 2012 году GVC и William Hill купили компанию Sportingbet, William Hill взял на себя оперирование австралийским и испанским рынками бренда, а GVC взяли на себя оперирование на остальных рынках.
GVC приобрела Bwin.Party Digital Entertainment в 2016 году за 1,1 млрд фунтов стерлингов, после битвы с конкурирующей игорной группой 888 Holdings, что привело к заметному восстановлению финансового положения GVC. С момента приобретения bwin.party возобновил рост после многих лет падения продаж.
В декабре 2017 года GVC Holdings согласилась купить Ladbrokes Coral за сумму до 4 миллиарда фунтов стерлингов. Приобретение было завершено в марте 2018 года.
В середине 2018 года акционеры вынудили руководство уволить директора GVC Питера Изола после того, как отчеты показали, что два руководителя компании заработали непропорционально 67 миллионов фунтов стерлингов.
В июле 2018 года британский владелец Ladbrokes и Coral заключил с MGM Resorts сделку на 200 миллионов долларов, чтобы извлечь выгоду из недавно либерализированного рынка ставок на спорт в США.
22 марта 2019 года GVC подтвердила, председатель Ли Фельдман покинет компанию на годовом общем собрании акционеров 5 июня или ранее. В то время как Фельдман был вынужден уйти в соответствии с кодексом корпоративного управления Великобритании, который рекомендует председателям листинговых компаний не оставаться на своих должностях более девяти лет, новости появились через две недели после того, как Фельдман продал свои акции GVC на сумму 6 млн фунтов стерлингов, а генеральный директор Кенни Александр продал акции на сумму 13,7 миллиона фунтов стерлингов, что привело к падению цены акций GVC почти на 14 % за один день. Барри Гибсон занял пост председателя после ухода Ли Фельдмана.
В июле 2020 года Шай Сегев, главный операционный директор (COO) GVC, сменил Александра на посту генерального директора после его «неожиданного ухода» после 13 лет руководства.
В сентябре 2020 года GVC объявила, что изменит свое название на Entain plc и что к 2023 году она обязуется работать только на регулируемых рынках.
9 декабря после голосования акционеров GVC Holdings plc изменила свое название на Entain.
11 января 2021 года Шай Сегев объявил, что уходит с поста генерального директора Entain, чтобы стать согенеральным директором сервиса потокового видео DAZN. 20 января Entain назначила Джетте Найгаард-Андерсен своим новым генеральным директором, что сделало ее первой женщиной, которая возглавила игорную компанию, зарегистрированную в Великобритании.

## Компании и бренды под управлением
Entain управляет брендами, ориентированными на потребителей, в индустрии онлайн-гемблинга.

### Спортивные бренды

#### Ladbrokes Coral Group
С 29 марта 2018 года GVC Holdings является владельцем группы компаний Ladbrokes Coral, в которую входят британские букмекерские конторы Ladbrokes и Coral.

#### Bwin
bwin — основной бренд GVC для ставок на спорт. Основные рынки оперирования — Германия, Италия, Испания, Франция и Бельгия. Помимо ставок на спорт, bwin предлагает множество настольных игр и игровых автоматов, а также онлайн-покер. Бренд bwin был связан со спонсорством ряда футбольных команд, включая «Реал Мадрид», Милан, Баварию, Манчестер Юнайтед и Ювентус. В настоящее время бренд является спонсором четыре испанских клубов Ла Лиги: Валенсия, Вильярреал, Севилья и Атлетико Мадрид.

#### SportingBet
Sportingbet была основана более 15 лет назад в 1998 году и была приобретена GVC в марте 2013 года. Она обеспечивает онлайн и мобильные ставки на спорт, казино, игры и покер. В октябре 2012 года Sportingbet объявил, что согласился на предварительные условия предложения о поглощении в размере 530 миллионов фунтов стерлингов от GVC и William Hill. По этим условиям австралийские и испанские подразделения Sportingbet были куплены William Hill.

#### Betboo
Betboo была основана в 2005 году и предоставляет клиентам из Южной Америки онлайн-бинго, ставки на спорт, казино и покер. Компания была приобретена GVC Group в июле 2009 года.

#### Gamebookers
Gamebookers — букмекерская контора с полным спектром услуг, которая была первоначально приобретена PartyGaming в 2006 году. Затем GVC приобрела бренд в феврале 2016 года в рамках приобретения bwin.party.

#### Neds
Neds была основана в 2017 году и обслуживает австралийский рынок ставок на спорт. Он был приобретен GVC в 2018 году за 95 миллионов австралийских долларов.

### Игровые бренды

#### PartyPoker
PartyPoker был основан в 2001 году и в начале 2000-х годов был крупнейшим покерным сайтом в мире. Доходы компании, зависящие от США, снизились из-за принятия в США Закона о борьбе с незаконными азартными играми в Интернете (UIGEA). В 2011 году компания объединилась с австрийской букмекерской конторой bwin, а в 2015 году была приобретена GVC. В 2016 году partypoker запустил мобильное приложение для Windows и значительно вырос после того, как в том же году компания bwin.party была приобретена GVC.

#### PartyCasino
После слияния PartyGaming PLC и bwin Interactive Entertainment AG в 2011 году partycasino стало одним из ведущих брендов казино GVC. PartyCasino обладает лицензиями Гибралтара GRA и комиссии по азартным играм Великобритании UKGC.

#### CasinoClub
CasinoClub был запущен в 2001 году и приобретен GVC в 2004 году. Он в основном работает на немецкоязычных рынках и имеет более 15 000 активных клиентов.

#### Gioco Digitale
Gioco Digitale был первым полностью регулируемым игровым сайтом на итальянском рынке, запущенным в 2008 году. Он позиционировал себя как игровой портал для пользователей с акцентом на продукты для бинго и казино. Первоначально компания была приобретена bwin Interactive Entertainment AG в 2009 году.

#### Cashcade
Cashcade Ltd — британская компания по маркетингу онлайн-гемблинга, которая в настоящее время является дочерней компанией GVC Holdings. Cashcade был первоначально приобретен PartyGaming PLC в июле 2009 года. Компания стала частью группы GVC, когда она была приобретена в рамках приобретения bwin.party digital entertainment в феврале 2017 года. Cashcade владеет FoxyCasino.com и FoxyBingo.com, а также портфелем других брендов, таких как Cheeky и Think Bingo.

#### Foxy Bingo
Сайт онлайн-бинго был впервые запущен в 2005 году, и его бренд принадлежит Cashcade. За время своей рекламной истории у него было много кампаний с участием Foxy — талисмана лисы размером с человека. Он одет в элегантный костюм и с северным акцентом. На протяжении всей истории бренда было несколько звездных коллабораций, в том числе с Кэти Прайс и Джои Эссексом.

#### Foxy Casino
Казино Foxy было основано в апреле 2015 года и является аналогом своего дочернего бренда Foxy Bingo, ориентированного на игровые автоматы. В нем более 300 игровых автоматов, которые работают на Dragonfish, B2B-подразделении 888 Holdings.